# Graciolacon
Graciolacon is een geslacht van kevers uit de familie
kniptorren (Elateridae).
Het geslacht is voor het eerst wetenschappelijk beschreven in 1980 door Dolin.

## Soorten
Het geslacht omvat de volgende soort:
- Graciolacon aeternus Dolin in Dolin, Panfilov, Ponomarenko & Pritykina, 1980